# 金獅亞洲
金獅亞洲有限公司，簡稱金獅亞洲（英語：Lion Asia Limited，港交所除牌時0254.HK），在1993年5月6日，由廣聯企業有限公司更名而來，也就是當時首次是臺灣華新麗華入主，之後第二次是馬來西亞百盛集團入主，前身為「華新國際集團有限公司」，以及「金獅遠東有限公司」。
當時業務在香港和馬來西亞經營房地產業務，但由於長期財政問題，而出售給華建控股有限公司，於是在1999年7月23日和2008年7月4日，分別更名為光訊控股集團有限公司，以及中國戶外媒體集團有限公司，也就是轉為經營內地廣告業務。

## 連結
- COMG.com.hk